# Anzor Urishev
Anzor Suadinovich Urishev (russe : Анзор Суадинович Уришев), né le 23 janvier 1987 en Kabardino-Balkarie, est un lutteur libre russe.

## Palmarès

### Jeux olympiques
- 8e aux Jeux olympiques d'été de 2012 à Londres

### Championnats d'Europe
- Médaille de bronze en catégorie des moins de 84 kg en 2013 à Tbilissi (Géorgie)
- Médaille de bronze en catégorie des moins de 84 kg en 2012 à Belgrade
- Médaille d'or en catégorie des moins de 84 kg aux Championnats d'Europe de lutte 2010 à Bakou
- Médaille d'or en catégorie des moins de 84 kg aux Championnats d'Europe de lutte 2011 à Dortmund